# Ramkumar Ramanathan
Ramkunar Ramanathan (Chennai, 8 november 2001) is een tennisser uit India. Hij won nog geen ATP-toernooien maar stond eenmaal in een ATP-finale in het enkelspel. Hij heeft twee titels in het dubbelspel gewonnen.

## Palmares

### Palmares enkelspel
| Legenda                       | Legenda               |
| ----------------------------- | --------------------- |
| Grand Slam                    |                       |
| Olympische Spelen             |                       |
| tot 2009                      | vanaf 2009            |
| Tennis Masters Cup            | ATP Finals            |
| ATP Masters Series            | ATP Tour Masters 1000 |
| ATP International Series Gold | ATP Tour 500          |
| ATP International Series      | ATP Tour 250          |

| Nr.              | Datum        | Toernooi    | Ondergrond | Tegenstander in finale | Score         | Details |
| ---------------- | ------------ | ----------- | ---------- | ---------------------- | ------------- | ------- |
| Verloren finales |              |             |            |                        |               |         |
| 1.               | 22 juli 2018 | ATP Newport | Gras       | Steve Johnson          | 5-7, 6-3, 2-6 | Details |

### Dubbelspel
| Nr.                          | Datum           | Toernooi     | Ondergrond | Partner       | Tegenstander in finale          | Score                | Details |
| ---------------------------- | --------------- | ------------ | ---------- | ------------- | ------------------------------- | -------------------- | ------- |
| Gewonnen finales herendubbel |                 |              |            |               |                                 |                      |         |
| 1.                           | 9 januari 2022  | ATP Adelaide | Hardcourt  | Rohan Bopanna | Ivan Dodig Marcelo Melo         | 7–6(6), 6–1          | Details |
| 2.                           | 6 februari 2022 | ATP Pune     | Hardcourt  | Rohan Bopanna | Luke Saville John-Patrick Smith | 6–7(10), 6–3, [10–6] | Details |

## Resultaten grote toernooien
| Legenda | Legenda                          |
| ------- | -------------------------------- |
| g.t.    | geen toernooi gehouden           |
| l.c.    | lagere categorie                 |
| –       | niet deelgenomen                 |
| G       | uitgeschakeld in de groepsfase   |
| 1R      | uitgeschakeld in de eerste ronde |
| 2R      | uitgeschakeld in de tweede ronde |
| 3R      | uitgeschakeld in de derde ronde  |
| 4R      | uitgeschakeld in de vierde ronde |
| KF      | uitgeschakeld in de kwartfinale  |
| HF      | uitgeschakeld in de halve finale |
| F       | de finale verloren               |
| W       | het toernooi gewonnen            |
| w-v     | winst/verlies-balans             |

### Enkelspel
| grandslamtoernooien  |      |
| Australian Open      | –    |
| Roland Garros        | –    |
| Wimbledon            | –    |
| US Open              | –    |
| ATP Masters 1000     |      |
| Indian Wells         | –    |
| Miami                | –    |
| Monte Carlo          | –    |
| Madrid               | –    |
| Rome                 | –    |
| Montreal/Toronto     | –    |
| Cincinnati           | 2R   |
| Shanghai             | –    |
| Parijs               | –    |
| olympisch            |      |
| Olympische Spelen    | g.t. |
| statistieken         |      |
| totaal aantal titels | 0    |
| eindejaarsranking    | 148  |

### Dubbelspel
| grandslamtoernooien  |      |
| Australian Open      | –    |
| Roland Garros        | 2R   |
| Wimbledon            | 1R   |
| US Open              | 1R   |
| ATP Masters 1000     |      |
| Indian Wells         | –    |
| Miami                | –    |
| Monte Carlo          | –    |
| Madrid               | –    |
| Rome                 | –    |
| Montreal/Toronto     | –    |
| Cincinnati           | –    |
| Shanghai             | g.t. |
| Parijs               | –    |
| olympisch            |      |
| Olympische Spelen    | g.t. |
| statistieken         |      |
| totaal aantal titels | 0    |
| eindejaarsranking    |      |

### Gemengd dubbelspel
| grandslamtoernooien |    |      |
| Australian Open     | –  | –    |
| Roland Garros       | –  | 1R   |
| Wimbledon           | 1R | –    |
| US Open             | –  | –    |
| olympisch           |    |      |
| Olympische Spelen   | –  | g.t. |